# Екфант (піфагорієць)
Екфант або Екфантос (дав.-гр. Ἔκφαντος) або Ефант (Έφαντος) — античний філософ-піфагорієць, чиє існування однак, деякими дослідниками ставиться під сумнів. Зазвичай його ідентифікують як піфагорійця IV століття до нашої ери та прихильника геліоцентричної теорії. Його описують як сиракузця, хоч він може бути тією ж особою, що й Екфант з Кротона.
Екфант визнавав існування атомів і приймав існування порожнечі між ними. Він стверджував, що Космос складається з атомів і існує лише один Космос.
Екфант, як і Гераклід Понтійський, правильно вважав, що Земля обертається навколо своєї осі із заходу на схід.